# Volkskammerverkiezingen 1950
De Volkskammerverkiezingen van 1950 vonden op 19 oktober 1950 in de Duitse Democratische Republiek plaats. Het waren de eerste landelijke verkiezingen in DDR die een jaar eerder was opgericht.
In aanloop naar de verkiezingen werd door het door de communistische Socialistische Eenheidspartij van Duitsland (Sozialistische Einheitspartei Deutschlands, SED) gedomineerde Nationaal Front een kieslijst opgesteld bestaande uit antifascistische en "democratische" kandidaten die behoorden tot een van de goedgekeurde partijen of massaorganisaties. De kiesgerechtigden konden dan bij de aanstaande verkiezingen de kieslijst goed- of afkeuren.
Op 19 oktober 1950 brachten 99,72% van de stemgerechtigde inwoners van de DDR hun stem uit. Volgens de officiële telling bracht 99,7% van de kiezers zijn of haar stem uit op de van tevoren vastgestelde lijst met kandidaten van het door de communistische Socialistische Eenheidspartij van Duitsland (Sozialistische Eiheitspartei Deutschlands, SED) gedomineerde Nationaal Front (Nationale Front).

## Uitslag
| Embleem | Partij/massaorganisatie                                                                    | Afkorting | Ideologie             | Zetels |
| ------- | ------------------------------------------------------------------------------------------ | --------- | --------------------- | ------ |
|         | Sozialistische Einheitspartei Deutschlands                                                 | SED       | Marxisme-leninisme    | 110    |
|         | Christlich-Demokratische Union Deutschlands                                                | CDUD      | Christensocialisme    | 67     |
|         | Liberal-Demokratische Partei Deutschlands                                                  | LDPD      | Liberalisme           | 66     |
|         | Freier Deutscher Gewerkschaftsbund                                                         | FDGB      | vakbond               | 49     |
|         | Nationaldemokratische Partei Deutschlands                                                  | NDPD      |                       | 35     |
|         | Demokratische Bauernpartei Deutschlands                                                    | DBD       | Agrarisch socialisme  | 33     |
|         | Freie Deutsche Jugend                                                                      | FDJ       | jeugdbeweging         | 25     |
|         | Kulturbund                                                                                 | KB        | culturele organisatie | 24     |
|         | Demokratischer Frauenbund Deutschlands                                                     | DFD       | vrouwenbeweging       | 20     |
|         | Vereinigung der Verfolgten des Naziregimes – Bund der Antifaschistinnen und Antifaschisten | VVN-BdA   |                       | 19     |
|         | Vereinigung der gegenseitigen Bauernhilfe                                                  | VdgB      | boerenvakbond         | 12     |
|         | Sociaaldemocratische Actie (Sozialdemokratische Aktion)                                    |           |                       | 6      |
| Totaal: | Totaal:                                                                                    | 466       | 466                   | 466    |

## Presidium
- Voorzitter van de Volkskammer
Johannes Dieckmann (LDPD)
- Vicevoorzitters van de Volkskammer
Hermann Matern (SED)
Gerald Götting (CDUD)
Heinrich Homann (NDPD) vanaf 1952
Ernst Goldenbaum (DBD)
Vincenz Müller (NDPD) vanaf 1952
- Bijzitters
Friedrich Ebert (SED)
Wilhelmine Schirmer-Pröscher (LDPD)
Erich Geske (SDA) tot 1953
Grete Groh-Kummerlöw (FDGB)
Herbert Hoffmann (DBD)

## Fractievoorzitters
- SED: Hermann Matern
- DBD: Berthold Rose
- CDUD: August Bach tot 1952 - Max Sefrin vanaf 1952
- LDPD: Ralph Liebler tot 1953
- NDPD: Vincenz Müller tot 1952 - Heinrich Homann vanaf 1952
- FDGB: Herbert Warnke tot 1953 - Rudolf Kirchner vanaf 1953
- DFD: Erna Schäfer tot 1953
- FDJ: Heinrich Kessler
- Kulturbund: Erich Wendt
- VVN: Ottomar Geschke
- SDA: Hans Müller
- VdgB: Friedrich Wehmer

## FDGB
- Ruth Adler
- Heinrich Allmeroth
- Fritz Bergemann
- Roman Chwalek
- August Czempiel
- Adolf Deter
- Kurt Engel
- Lucie Fischer
- Hugo Franke
- Wolfgang Friedrich
- Max Fritsch
- Paul Geisler
- Ferdinand Geißler
- Grete Groh-Kummerlöw
- Werner Heilemann
- Erich Hermenau
- Rudolf Jäger
- Rudolf Jährling
- Herbert Kamrath
- Leopold Keidel
- Rudolf Kirchner
- Georg Kremer
- Kurt Kühn
- Willi Kuhn
- Dora Lau
- Friedel Malter
- Arndt Nestler
- Emil Otto
- Herbert Papenfuß
- Erich Pfrötzschner
- Erna Pohl
- Erich Rehberg
- Elli Reuter
- Vera Rohde
- Alfred Rohrbeck
- Walter Roske
- Hermann Schlimme
- Heinz Schmidt
- Eugen Schröter
- Richard Schülbe
- Otto Schulz
- Ullrich Schulz
- Martha Schweiger
- Johanna Sieber
- Gertrud Soelch
- Alexander Starck
- Ilse Striffler
- Oswald Thiel
- Helmut Unger
- Herbert Warnke
- Josef Wenig
- Hans-Joachim Winkler
- Erich Wirth
- Fritz Wordel

## Verwijzingen
1. ↑  Groot-Berlijnse afdeling van de Sociaaldemocratische Partij van Duitsland (Sozialdemokratische Partei Deutschlands)